# Vilma Mesa
Pour les articles homonymes, voir Mesa.
Vilma María Mesa Narváez (née en 1963) est une enseignante américano-colombienne de mathématiques dont les sujets de recherche portent sur le développement du curriculum dans le secondaire, l'enseignement du calcul infinitésimal au niveau college, les mathématiques au sein des community colleges, les perspectives internationales en enseignement des  mathématiques et l'inquiry-based learning (en). Elle est professeure de pédagogie et de mathématiques à l'Université du Michigan, où elle est affiliée au Center for the Study of Higher and Post-secondary Education.

## Formation et carrière
Mesa a obtenu un baccalauréat en informatique et en mathématiques à l'université des Andes en Colombie, respectivement en 1986 et 1987 et elle est devenue programmeuse informatique pour le gouvernement colombien et dans l'industrie en Colombie. De 1988 à 1995, elle a travaillé comme chercheuse à l'Université de Los Andes, travaillant dans l'enseignement des mathématiques et rédigeant des manuels sur les mathématiques et les statistiques pour des applications telles que l'ingénierie et les sciences sociales .
En 1996, elle a commencé des études supérieures en enseignement des mathématiques à l'Université de Géorgie. Elle y a obtenu une maîtrise en 1996 et a terminé son doctorat en 2000. Sa thèse, intitulée Conceptions of Function Promoted by Seventh- and Eighth-Grade Textbooks from Eighteen Countries, a été conseillée conjointement par Jeremy Kilpatrick et Edward Arthur Azoff.
Après des recherches postdoctorales à l'Université du Michigan, elle est restée à l'Université du Michigan en tant que coordonnatrice du programme de maîtrise en développement de programmes d'études et en tant que consultante pédagogique jusqu'à ce qu'en 2005, elle soit embauchée comme professeure adjointe d'enseignement des mathématiques à la School of Education. Elle a été titularisée en 2014 et a ajouté une nomination conjointe au département de mathématiques de l'université en 2015.
En 2016, elle est en visite à l'université de Santiago du Chili en tant que boursière Fulbright ,.

## Reconnaissance
Mesa est la lauréate 2022 du prix Louise-Hay pour contributions à l'enseignement des mathématiques, « pour ses contributions distinguées à la recherche en enseignement des mathématiques au niveau collégial, pour son enseignement et son mentorat, et en tant que défenseure de l'accès aux mathématiques pour les femmes et les membres de  populations issues de milieux défavorisés ».